# Мірабелла-Імбаккарі
Мірабелла-Імбаккарі (італ. Mirabella Imbaccari, сиц. Mirabbedda) — муніципалітет в Італії, у регіоні Сицилія,  метрополійне місто Катанія.
Мірабелла-Імбаккарі розташована на відстані близько 540 км на південь від Рима, 130 км на південний схід від Палермо, 60 км на захід від Катанії.
Населення — 4981 особа (2014).

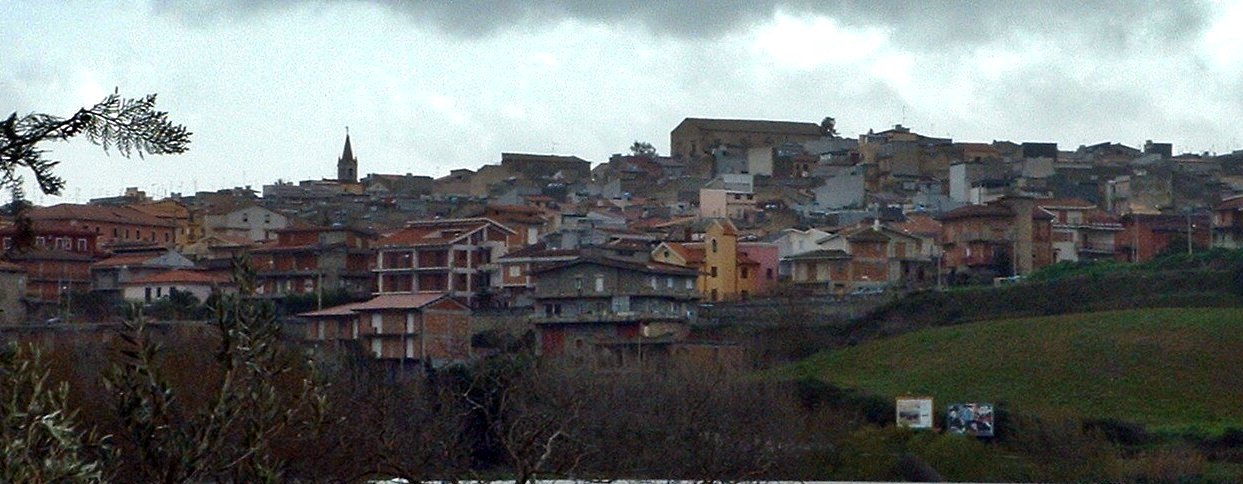

Щорічний фестиваль відбувається 19 березня та останньої неділі серпня. Покровителі — San Giuseppe, Maria SS. delle Grazie.

## Демографія
Населення за роками:

Станом на 1 січня 2023 року в муніципалітеті офіційно проживало 127 іноземців з 25 країн, серед них 51 громадянин країн Євросоюзу.

## Сусідні муніципалітети
- Кальтаджіроне
- П'яцца-Армерина
- Сан-Мікеле-ді-Ганцарія